# 왕음
왕음(王音, ? ~ 기원전 15년)은 전한 말기의 관료이자 외척으로, 위군 원성현(元城縣) 위속리(委粟里) 사람이다. 성제의 생모 효원황후의 사촌형제이다.

## 생애
시중중랑장(侍中中郞將)·시중태복(侍中太僕)을 역임하였다.
경조윤 왕장이 성제에게 대사마 왕봉(왕음의 사촌형제)을 배척할 것을 진언하였다. 왕음은 왕봉에게 이를 알렸고, 왕봉은 왕장의 계획을 저지하여 권력을 독차지하였다.
양삭 2년(기원전 23년), 어사대부가 되었다.
이듬해, 왕봉이 죽었다. 왕봉은 성제에게 왕음을 후계자로 할 것을 유언으로 남겼고, 때문에 왕음은 대사마거기장군이 되고 안양후(安陽侯)에 봉해졌다. 왕씨 일족들이 사치와 횡포를 일삼는 와중에도, 왕음만은 간언을 하는 등 충절을 잃지 않았다.
영시 2년(기원전 15년)에 죽으니 시호를 경(敬)이라 하였고, 아들 왕순이 작위를 이었다. 대사마는 왕봉의 동생 왕상이 임명되었다.

## 출전
- 반고, 《한서》
  - 권18 외척은택후표
  - 권19하 백관공경표 下
  - 권98 원후전